# Concourse
Concourse est un quartier de la section sud-ouest de l'arrondissement de New York dans le Bronx qui comprend le palais de justice du comté de Bronx, le Bronx Museum of the Arts et le Yankee Stadium. Le quartier est divisé en trois sous-sections, West Concourse, East Concourse et Concourse Village, ,,.   

## Points d'intérêts
Le quartier abrite une variété d'institutions, notamment : 
- Andrew Freedman Home
- BronxWorks
- Musée des Arts du Bronx
- Palais de justice du Bronx
- Stade des Yankees